# Francis G. Pease

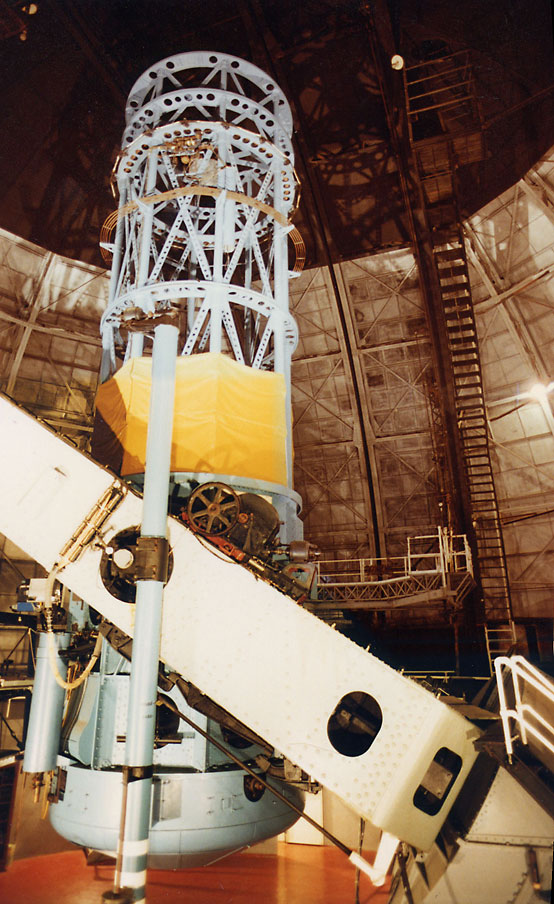
Der 100-Zoll-Reflektor („Hooker-Spiegel“) am Mount-Wilson-Observatorium

Francis Gladheim Pease (* 14. Januar 1881 in Cambridge, Massachusetts; † 7. Februar 1938 in Pasadena, Kalifornien) war ein US-amerikanischer Astronom.
Pease wurde in Cambridge, MA geboren. Seine Eltern zogen bald nach Illinois, so dass er die High School in Highland Park besuchte und anschließend am Armour Institute of Technology in Chicago studierte.
Ab 1901 arbeitete Pease am Yerkes-Observatorium. Er studierte dort unter G.W. Ritchey optische Design- und Herstellungsverfahren. Er erwarb praktische Erfahrung im Instrumentenbau, betätigte sich jedoch auch als astronomischer Beobachter mit dem 24-Zoll-Reflektor des Observatoriums.
1904 ging Pease gemeinsam mit George Ellery Hale und Ritchey nach Pasadena, um das neu gegründete Mount-Wilson-Observatorium aufzubauen. Zusammen mit Ritchey konstruierte er den größten Teil der neuen Ausstattung des Observatoriums. Er war teilweise verantwortlich für die Konstruktion des Snow-Teleskops, der 60-Fuß- bzw. 150-Fuß-Turmteleskope, und des 60-Zoll-Reflektors. Er übernahm den größten Anteil an der Konstruktion des 100-Zoll-Reflektors. Insbesondere überwachte er Design und Testen der größeren Teleskopspiegel.
Auch auf dem Mount Wilson war Pease als Beobachter tätig: mit dem 60-Zöller beobachtete und fotografierte er Nebel und Sternhaufen. Er führte spektroskopische Messungen durch, welche unter anderem zur erstmaligen Beobachtung der Rotation extragalaktischer Nebel führten. Mit dem 100-Zöller fertigte er Mondphotographien an, die zur Erstellung einer photographischen Mondkarte beitrugen.

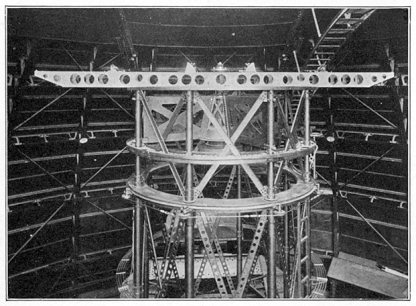
Michelsons 20-Fuß-Interferometer, montiert auf dem 100-Zoll-Reflektor (1920)

Pease assistierte Albert A. Michelson im Jahre 1920 bei den ersten erfolgreichen Messungen von Sterndurchmessern mit Hilfe eines Interferometers. Michelson hatte festgestellt, dass selbst die 2,5 m Öffnung des 100-Zöllers als Interferometerbasis nicht ausreichten, um den Durchmesser von Beteigeuze zu bestimmen. Sie brachten an diesem Teleskop daher einen 20 Fuß (6 Meter) langen Interferometerarm an, welcher an beiden Enden kleine Spiegel trug und so die Basisbreite vergrößerte. Es gelang ihnen damit, den Durchmesser von Beteigeuze als 0,047" ± 10 % zu bestimmen (konsistent mit dem modernen Wert 0,0566" ± 0,0010"). Es folgten Messungen an einigen anderen hellen Sternen. Pease führte diese Untersuchungen später mit einem 50-Fuß-Interferometer fort.
Als Michelson in den Jahren 1924–1928 seine früheren Messungen der Lichtgeschwindigkeit wiederholte, unterstützte Pease ihn beim Bau der Messapparatur und bei der Durchführung der Beobachtungen. Eine weitere, 1930 begonnene und 1934 beendete Wiederholung dieser Messungen mit Hilfe eines eine Meile langen evakuierten Rohres führte Pease wegen der Erkrankung Michelsons großenteils selbst durch.
Im Jahre 1929 wiederholte Pease das Ätherdrift-Experiment von Michelson und Morley mit einer Weglänge von 85 Fuß und erhielt ebenfalls ein negatives Ergebnis. Die Veröffentlichungen dazu erfolgten teilweise mit Michelson und Fred Pearson.
Pease studierte Konstruktionsprinzipien für besonders große Teleskope. Nachdem im Jahre 1930 mit der Arbeit am 200-Zoll-Hale-Teleskop für das Palomar-Observatorium begonnen worden war, widmete er die Hälfte seiner Zeit diesen Konstruktionsentwürfen.
1928 entdeckte Pease den ersten in einem Kugelsternhaufen gelegenen planetarischen Nebel, Pease 1, der später nach ihm benannt wurde. Auch ein Mondkrater mit 38 km Durchmesser wurde nach ihm benannt.